# Teddy in Jungleland
Teddy in Jungleland oder Teddy in Jungle Land (deutsch: Teddy im Dschungelland) ist eine US-amerikanische Filmkomödie der Vitagraph aus dem Jahr 1909. Der Film parodiert den ehemaligen US-Präsidenten Theodore Roosevelt und seine Smithsonian-Roosevelt African Expedition. Von dem Film sind nur wenige kurze Szenen erhalten, die als Paper Print Fragment überliefert wurden. 

## Handlung
Die Handlung des zusammenhängenden Films lässt sich aus den überlieferten kurzen Ausschnitten nicht erschließen. Im Film werden die Tiere von kostümierten Komparsen dargestellt. In der Anfangsszene sieht man allerdings im linken oberen Bildabschnitt auch echte Affen, die sich im Käfig befinden. Die Filmausschnitte zeigen folgende Szenen:
1. Ein Zoowärter öffnet einen Käfig, in dem sich ein Menschenaffe befindet;
2. ein Menschenaffe mit der Schirmmütze des Zoowärters liest einem anderen Affen, der vor ihm an eine Mauer angelehnt zu schlafen scheint, etwas vor;
3. etwa ein halbes Dutzend Menschenaffen und ein Tiger springen aufgeregt herum, im Hintergrund nähert sich ein Elefant;
4. der in seine Rough-Rider-Uniform gekleidete Theodore Roosevelt läuft auf die Kamera zu, gefolgt von mehreren afrikanischen Eingeborenen mit bloßem Oberkörper. Roosevelt trägt ein Gewehr und die Eingeborenen sind mit Speeren bewaffnet. Roosevelt wendet sich um und winkt seinen Begleitern, ihm zu folgen;
5. Roosevelt steht mit einem Afrikaner und zwei Affen auf einer Lichtung und hebt den Arm hoch;
6. zwei Affen und ein Tiger tanzen und springen in einem flachen Gewässer im Kreis;
7. Roosevelt klatscht in die Hände und reißt triumphierend die Arme hoch. Hinter ihm stehen sechs seiner eingeborenen Begleiter;
8. Roosevelt, nun im Anzug, unterhält sich in einem Gebäude mit einem gutgekleideten Mann. Im Hintergrund rechts steht ein offenbar ausgestopfter Bär mit einer Stange, im Raum sind mehrere Felle verteilt;
9. In einem repräsentativen Raum sind etliche Männer und Frauen versammelt, auf dem Boden liegen mehrere Felle von Raubkatzen. Roosevelt erhebt sich mit wiederum triumphierender Geste aus einer knienden Haltung und deutet mit beiden Händen auf die Jagdtrophäen.

## Produktionsnotizen
Teddy in Jungleland wurde am 1. November 1909 beim United States Copyright Office unter Hinterlegung von Paper Print Fragments registriert. Er kam am 18. Mai 1909 mit einer weiteren Filmkomödie, Bridget on Strike als Split Reel in die Kinos.
Bereits im April 1909 hatte eine nicht mit Gewissheit zu ermittelnde Filmproduktionsgesellschaft in der damals ländlichen Umgebung von Sheepshead Bay im Süden von Brooklyn Filmaufnahmen gemacht. Roosevelt wurde von einem Vaudeville-Schauspieler dargestellt. Mehrere afrikanische Eingeborene und einige Tiere, darunter ein Elefant, wurden von Laiendarstellern aus der örtlichen Bevölkerung in Kostümen gespielt. Zunächst brach der „Elefant“ in ein Erdloch ein und stürzte. Wenig später fing er durch fahrlässigen Rauchen Feuer. Der Brand griff auf das Set über. Außer zeitgenössischen Medienberichten, in denen der Vorfall amüsiert dargestellt wird, ist dazu nichts überliefert. Eine Karikatur des Magazins Puck wurde in der Branchenzeitschrift The Moving Picture World mit einem der Artikel über den Brand veröffentlicht. Sie legt nahe, dass das angebliche Feuer eine Zeitungsente war, mit der für den drei Tage nach Teddy in Jungleland von der Selig Polyscope Company veröffentlichten Film Hunting Big Game in Africa geworben werden sollte.
Der Ort des Vorfalls spricht allerdings dafür, dass es sich bei der Filmgesellschaft um die auch in Brooklyn tätige Vitagraph handelte. Die wenigen erhaltenen Szenen des Paper Print Fragments von Teddy in Jungleland stehen mit dem Bericht über das Feuer in Einklang. Es ist aber auch nicht ausgeschlossen, dass die Aufnahmen für die Komödie Roosevelt in Africa derart außer Kontrolle gerieten. Dieser verschollene Film war eine 900 Fuß lange Produktion der kurzlebigen Maneygraph Film Company, die schon am 21. April 1909 veröffentlicht wurde. Über den Film und die Produktionsgesellschaft ist nichts mehr bekannt, der Film wurde aber in The Moving Picture World erwähnt.

## Kritik
Die Branchenzeitschrift The Moving Picture World veröffentlichte am 22. Mai 1909 eine kurze Kritik. Derjenige bei der Vitagraph, dem dieses Stück Humor eingefallen ist, habe Glückwünsche verdient. Es habe seit Langem keinen derart humorvollen Film gegeben. Niemand halte es für angemessen, sich über die Eigenheiten eines Menschen lustig zu machen. Doch Roosevelt sei so bekannt, dass ein Film, der diese Eigenheiten stark überzeichnet ins Bild setzt, gleichermaßen die Aufmerksamkeit von Bewunderern und Gegnern verdiene. Die Posen und Bewegungen des Imitators seien so realistisch, dass es scheine als sei er Roosevelt selbst. Die Aufnahmen seien scharf und von guter Qualität.